# Generation Nothing
Generation Nothing — десятый студийный альбом американской хеви-метал группы Metal Church, выпущенный в октябре 2013 года звукозаписывающим лейблом Rat Pack Records. Это их первый релиз после воссоединения в конце 2012 года, а также четвёртый и последний альбом, в которой участвует вокалист Ронни Манро.

## Предыстория
В 2009 году лидер группы Курдт Вандерхуф распустил группу после выхода This Present Wasteland и их последнего выступления на фестивале Rocklahoma в том же году.
В 2012 году стало известно, что группа воссоединится для двух концертов в круизе 70 000 Tons of Metal, проходившего в водах Атлантического океана в период с 28 января по 1 февраля 2013 года на суперлайнере Majesty of the Seas. В ходе одного из реюнион-шоу исполнялся только материал легендарного дебютного альбома, сет-лист второго представлял собой сборник лучших песен из трёх первых дисков. Как потом вспоминали музыканты, устроители круиза несколько раз выходили на них с соответствующими предложениями, пока, наконец, Курдт Вандерхуф не решил, что лучшего места для того, чтобы собраться вместе — не придумаешь. За некоторое время до круиза он уже успел разослать несколько новых идей для песен своим партнёрам, но потом, когда появилась выбранная фанатами концертная программа, пришло понимание, что придётся в исполнить дебютный лонгплей целиком, при том, что некоторые композиции с него не звучали со сцены уже несколько десятков лет, а члены текущего состава квинтета не играли их никогда. Таким образом, почти весь январь 2013 года группа репетировала архивный репертуар, разучивая свои партии сперва по месту жительства, а затем все вместе в Сиэтле. Выступления на борту суперлайнера прошли успешно и Metal Church стали всерьёз задумываться о полноценном возобновлении совместной деятельности.

## Создание и запись
Группа вошла в студию Вандерхуфа The English Channel Studio в марте 2013 года для начала работы над альбомом. Вандерхуф начал сведение альбома в середине июня 2013 года. Описывая в интервью музыку грядущего альбома, вокалист группы Ронни Манро сообщал: «В ней есть…, я не могу сказать „прог“, потому что это не он, но там есть пара элементов, которые немного прогрессивны. Но в целом звучание песен действительно гораздо больше напоминает ранние дни, чем то, что было сделано этим составом. Это меня очень волнует, и я думаю, что фанаты действительно это примут». 12 июля было анонсировано название альбома, а 26 июля 2013 года появилось объявление о подписании контракта с Rat Pack Records на совместное распространение Generation Nothing с лейблом Вандерхуфа Body of Work Recordings. Тогда же вышло заявление лидера группы о том, что новая запись знаменует собой «возвращение к классическому металлическому саунду». «В нём есть элементы из первого альбома и The Dark, — сообщал Вандерхуф, — но всё же он включает в себя новое звучание группы без погони за прошлым».
Манро так объяснял название альбома: «Generation Nothing — это своего рода печальное состояние для сегодняшней молодёжи, когда у них нет того, что было у нас, когда я рос».

## Отзывы критиков
| Оценки критиков               | Оценки критиков |
| Источник                      | Оценка          |
| ----------------------------- | --------------- |
| Blabbermouth                  | [ 11 ]          |
| Brave Words & Bloody Knuckles | [ 12 ]          |
| Metal1.info                   | [ 13 ]          |
| Powermetal.de                 | [ 14 ]          |
| The Washington Post           | без оценки      |

Generation Nothing получил неоднозначные отзывы от критиков. Кен Мортон из Highwire Daze похвалил альбом, заявив, что он «произведёт впечатление на фанатов старой школы» и «даст этой влиятельной группе свежую порцию новообращённых, готовых присоединиться к общине». Рэй Ван Хорн-младший из Blabbermouth назвал заглавный трек «упрямым зверем», добавив, что большая часть альбома «придерживается прямого пауэр-метала с кучей звучных гитарных вступлений и плотной поступью». Он также оценил альбом как «достойное продолжение карьеры для Metal Church». Редактор немецкого вебзина Powermetal.de Франк Йегер признал пластинку «безусловно лучшей с участием Ронни Манро», который с этой записью получает условную пальму первенства среди вокалистов коллектива. На тот момент времени у предыдущих фронтменов в активе было по три студийных альбома, а для Манро эта работа стала четвёртой. Из десяти песен лонгплея только две Йегер нашёл посредственными, а сам диск — «свидетельством возрождения металлической церкви», в конце сделав вывод, что долгий перерыв пошёл музыкантам на пользу, сделав их голодными. С этим мнением согласен баварский ресурс Metal1.info: «Поклонники будут счастливы, что Metal Church предложат на „Generation Nothing“ именно то, что можно ожидать от группы с момента их дебюта в 1985 году: безупречный хеви-метал, где-то между трэшем, спидом и хард-роком».
Энди Лай с веб-сайта Jukebox: Metal, который до этого положительно оценил три предыдущих альбома Metal Church с Ронни Манро, счёл Generation Nothing «скучным», «унылым» и сильно страдающим от слабого гитарного звука и довольно шаблонных риффов, производящих общее впечатление второсортной версии последних альбомов Accept». Кэтрин Льюис из The Washington Post отметила назидательный тон в текстах некоторых песен, обращённых к юному поколению, и, посетовав на это, заключила, что у Metal Church по-прежнему есть сильные задумки, и когда она начинает их реализовывать, то звучит как настоящая метал-группа, а не как ворчливый сосед.

## Список композиций
Все тексты написаны Курдтом Вандерхуфом за исключением указанных, вся музыка написана Курдтом Вандерхуфом.
| №                   | Название             | Текст песни            | Длительность |
| ------------------- | -------------------- | ---------------------- | ------------ |
| 1.                  | «Bulletproof»        |                        | 4:10         |
| 2.                  | «Dead City»          |                        | 3:47         |
| 3.                  | «Generation Nothing» |                        | 5:05         |
| 4.                  | «Noises in the Wall» |                        | 8:57         |
| 5.                  | «Jump the Gun»       | Вандерхуф, Ронни Манро | 5:37         |
| 6.                  | «Suiciety»           | Вандерхуф, Манро       | 5:44         |
| 7.                  | «Scream»             |                        | 4:24         |
| 8.                  | «Hits Keep Comin»    | Манро                  | 5:38         |
| 9.                  | «Close to the Bone»  |                        | 4:43         |
| 10.                 | «The Media Horse»    | Манро                  | 5:07         |
| Общая длительность: | Общая длительность:  | Общая длительность:    | 53:12        |

| №                   | Название            | Длительность |
| ------------------- | ------------------- | ------------ |
| 11.                 | «Remain Silent»     | 4:20         |
| Общая длительность: | Общая длительность: | 57:32        |

## Участники записи
- Ронни Манро[англ.] — вокал
- Курдт Вандерхуф — гитара, продюсирование, сведение, звукорежиссура, дизайн обложки
- Рик ван Зандт — гитара
- Стив Унгер — бас-гитара, бэк-вокал
- Джефф Плейт[англ.] — ударные

## Комментарии
1. ↑  Прозвучали 4 песни из The Dark (1986), три из Metal Church (1984), две из Blessing in Disguise (1989) и одна из A Light in the Dark (2006)[4].
2. ↑  Дебютный альбом группы 1984 года поступил в Европе в продажу на год позже.